# Margit Weinert
Margit Weinert (* 11. Juli 1926; † 25. August 2014) war eine deutsche Schauspielerin und Synchronsprecherin.

## Leben
Nach dem Abitur an der Staatlichen Höheren Mädchenbildungsanstalt in Dresden absolvierte Weinert zunächst eine Ausbildung Gymnastiklehrerin, die sie mit dem Staatsexamen abschloss. Danach besuchte sie die Staatliche Akademie für Musik und Theater in Dresden, wo sie u. a. von Erich Ponto und Hans Finohr Schauspielunterricht erteilt bekam. Ihr erstes Engagement erhielt sie als Elevin am Staatstheater Dresden, es folgten weitere an der dortigen Komödie und der Staatsoper Dresden, in Meißen, Konstanz, St. Gallen, Basel, Winterthur und den Münchner Kammerspielen im Bereich Sprech- und Musiktheater.
Da ihr beruflicher Schwerpunkt stets auf der Bühne lag, war sie in Film- und Fernsehproduktionen seltener zu sehen. Im Gegensatz zu ihren Theaterauftritten kamen ihr in diesem Medium meist nur Nebenrollen zu. Im Kino war sie u. a. in Erwin Keuschs Debütfilm Das Brot des Bäckers, in Bernhard Sinkels Debüt Lina Braake, in Norbert Kückelmanns Drama Die Angst ist ein zweiter Schatten sowie im 11. Teil von Ernst Hofbauers Schulmädchen-Report zu sehen. Daneben spielte sie in Fernsehproduktionen wie Bernhard Wickis Komödie Karpfs Karriere, Herbert Ballmanns Thomas-Mann-Adaption Tristan, Franz Peter Wirths Mehrteiler Ein Stück Himmel und verschiedenen Episoden von Serien wie Derrick, Der Kommissar und Der kleine Doktor.
Daneben fand sie im Bereich die Filmsynchronisation ein weiteres, umfangreiches Betätigungsfeld. Sie lieh ihre Stimme zahlreichen berühmten Schauspielkolleginnen wie z. B. Estelle Getty (Stuart Little), Cloris Leachman (Bad Santa) und Fay Wray (Gideons Paukenschlag). Außerdem synchronisierte sie verschiedene Zeichentrickfiguren wie die „Libelle Schnuck“ in Die Biene Maja und „Agnes Skinner“, die dominante Mutter des Rektors, in den Staffeln 8 bis 13 der Simpsons.

## Filmografie (Auswahl)
- 1971: Karpfs Karriere
- 1971: Der Kommissar – Lagankes Verwandte
- 1971: Der Kommissar – Als die Blumen Trauer trugen
- 1971: Der Kommissar – Der Tod des Herrn Kurusch
- 1974: Der Kommissar: Drei Brüder (Folge 72)
- 1975: Lina Braake oder Die Interessen der Bank können nicht die Interessen sein, die Lina Braake hat
- 1975: Tristan
- 1975: Bitte keine Polizei – Russisches Roulette
- 1976: Das Brot des Bäckers
- 1977: Die Angst ist ein zweiter Schatten
- 1977: Schulmädchen-Report. 11. Teil: Probieren geht über Studieren
- 1978: Der Alte – Bumerang
- 1982: Ein Stück Himmel

## Synchronrollen (Auswahl)

### Filme
- 1971: Claire Gérard als Zugreisende in Bestie Mensch
- 1979: Ruth Gordon als Ma in Der Mann aus San Fernando
- 1999: Estelle Getty als Grandma Estelle Little in Stuart Little
- 2004: Eileen Essell als Mrs. Snow in Wenn Träume fliegen lernen
- 2004: Estelle Harris als Mrs. Boogin in Disneys Klassenhund: Der Film
- 2004: Jean Sincere als Mrs. Hogenson in Die Unglaublichen – The Incredibles

### Serien
- 1976: als Moskitoweibchen in Die Biene Maja
- 1976: Seiko Nakano als Mutter Marienkäfer in Die Biene Maja
- 1997–2003: Tress MacNeille als Agnes Skinner (1. Stimme) in Die Simpsons
- 1999: Ellen Albertini Dow als Mr. Kents Mutter in Die Nanny
- 2005: Betty White als Bea Sigurdson in Die wilden Siebziger